# Trappe à inactivité
 (octobre 2009).
La trappe à inactivité (également connue sous le nom de piège à l'emploi en Belgique) désigne les désincitations que connaît une personne sans emploi à en trouver un, notamment en raison de la perte de revenus d'assistance qui résulterait de l'obtention d'un emploi. Elle est différente de la trappe à pauvreté qui désigne, elle, la désincitation à accroître le revenu d'une personne déjà employée (augmentation de la durée d'emploi ou de l'effort en vue d'avoir un meilleur taux de salaire).
Un écart inexistant, insuffisant ou même défavorable entre revenus d'inactivité et revenus d'activité peut aussi bien résulter de l'insuffisance de la rémunération du travail que de l'existence de prestations sociales. L'idée de trappe à inactivité est le vecteur d'une critique d'aides sociales mal pensées voire d'une critique de l'État-providence et de la protection sociale en leur principe.
En effet, les prestations sociales actuelles sont diminuées voire supprimées lorsque les revenus du travail augmentent, pouvant conduire dans certains pays à des situations où l’individu pourrait avoir intérêt à ne pas accepter un travail (cas principalement des emplois à temps partiel). Le revenu de solidarité active (RSA) mis en place en France par le gouvernement Fillon a ainsi pour principal objectif de suppléer aux défauts du revenu minimum d'insertion (RMI) sur ce point-là. Il fait suite à d'autres mesures qui entendaient répondre au même problème théorique comme la prime pour l'emploi ou les réformes du RMI de la fin des années 1990 (les mesures dites d'intéressement).
La portée réelle de ces trappes est controversée. Aucune étude économétrique n'a pu en montrer l'existence réelle (sauf en ce qui concerne l'ancienne allocation de parent isolé) alors que des études nombreuses doutent de la portée empirique de cette théorie (cf. infra). En particulier cette théorie considère le chômage, l'emploi et le travail (qui n'est pas nécessairement rémunéré) uniquement sous l'angle de l'intérêt économique et du montant des revenus.[réf. nécessaire]
Pour Jean Gadrey, appréhender le chômage à travers l'angle des trappes à inactivité aboutit à une théorie du choix rationnel en faveur d'un « chômage volontaire ». Or, une multitude d'autres facteurs que la rationalité économique intervient dans le phénomène du chômage et de l'emploi : la reconnaissance sociale offerte par un emploi, qui peut pousser à accepter un emploi dont la rémunération est inférieure à celle obtenue antérieurement, ou encore les problèmes de garde d'enfant, d'accompagnement dans l'emploi via le Pôle emploi et les services publics similaires de recherche d'emploi, etc.

## Controverses
L'effet réel des « trappes à inactivité » est toutefois contesté, d'abord parce que l'intérêt économique n'est pas le seul mobile gouvernant la recherche d'un emploi (qui permet aussi de se sentir « inséré », etc., et qui obéit donc à des enjeux de reconnaissance sociale). Ainsi, « un tiers des bénéficiaires du RMI qui reprennent un emploi n’y ont pas intérêt », économiquement parlant, et le font pour d'autres raisons.
La seule prise en compte de l'intérêt économique dissimule d'autres aspects du problème importants pour expliquer le phénomène du chômage en France, tels que les :
« 
contraintes « familiales », dues notamment à l’absence de modes de garde proposées aux allocataires de l’allocation parent isolé (60 % déclarent connaître des difficultés dans leur démarche de recherche d’emploi parce qu’ils, et plus souvent elles, ne peuvent faire garder leur enfant), contraintes de santé, contraintes de transport, absence d’accompagnement vers et dans l’emploi… En somme, il est faux d’imaginer qu’ils préfèrent ne pas travailler simplement parce que le travail ne leur rapporterait pas assez. Ce sont moins de 1 % des bénéficiaires qui invoquent un tel manque de rentabilité financière du travail comme un obstacle au retour à l’emploi. »
Les activités ne sont pas toutes économiques (poésie, musique, roman, peinture, littérature, éducation, etc.).

## Livres
Aurélien Purière, Assistance sociale et contrepartie, L'Harmattan, 2009.